# Mirko Alilović
Mirko Alilović (Ljubuški, 15 de setembro de 1985) é um handebolista profissional croata, atua como goleiro, é medalhista olímpico de bronze.